# ثورة درقاوة
ثورة درقاوة من أشهر وأخطر الثورات التي هددت بايلك الغرب بصفة خاصة وأيالة الجزائر بصفة عامة. جرت أحداثها بين 1802 م لغاية 1816 م وخاصة أن الثورة اكتسبت لون ديني متمثل في تبنيها لطريقة صوفية تزعمها عبد القادر ابن شريف الدرقاوي.

## أسباب ثيام ثورة درقاوة

### أسباب سياسية
نظرت الرعية للأتراك نظرة حقد وكراهية نتيجة إستعلاء الحكام عليهم والنظرة الدونية لهم وصرح الكاتب بن مسلم
| ثورة درقاوة | إن الأتراك لم يكونوا أهلا للحكم في أواخر عهدهم ..وحكموا البلاد فترة لم تكن فيها سياستهم رشيدة ولا حكمهم فيها عادلا على العموم فكان من الطبيعي أن يكثر الناقمون عليهم | ثورة درقاوة |

### أسباب إقتصادية
ثار الرعية ضد السياسة المنتهجة من قبل الحكام والتي ارقهتمهم بالضرائب والمغارم  وسخرت حتى جيوش لذلك ولم تراعي طبيعة الفلاح ولا حالة الفلاحين  البائسة  والذين تحولوا لمجرد خدم .

### أسباب إجتماعية
التفاوت الطبقي بين الأتراك والرعية بسبب الضرائب التي تدفع لهم على حساب مجهودهم المظني مما خلق لهم الإحباط  والشعور بالضعف .

## مرحلة تطور الثورة

### مرحلة القوة
كان الإنتصار المحقق ضد جيش الترك بقيادة الباي مصطفى المنزلي بمعركة فرطاسة الأثر النفسي الهائل وسط جيوش درقاوة إذ  عزم بن شريف لاحتلال وهران وحاصرها  مع العديد من القبائل التي إنضمت إليه ترغيبا أو ترهيبا  ولشدة الأمر  عين الباي محمد بن عثمان الملقب بالمقلش مكان مصطفى .

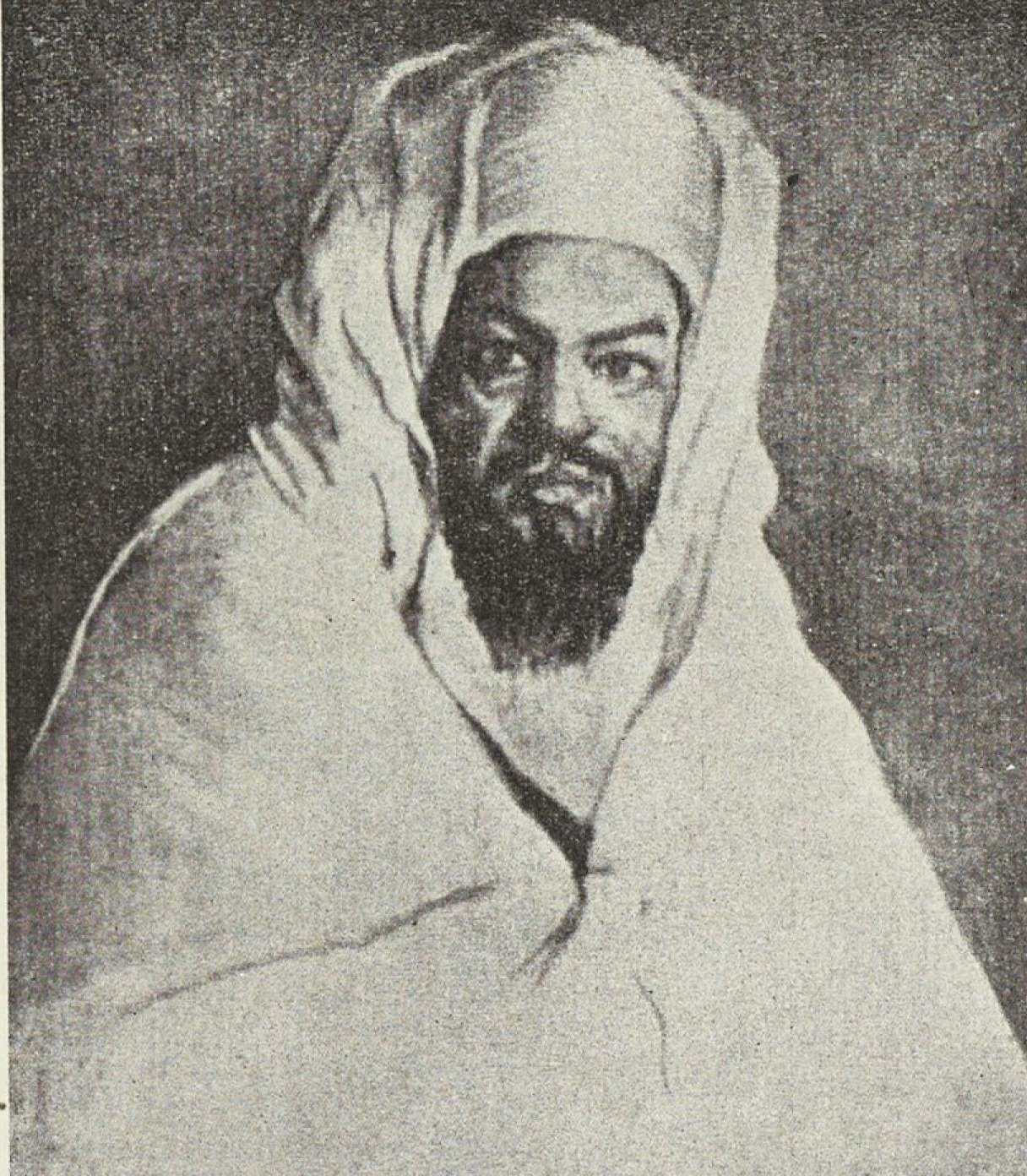
سليمان بن محمدالسلطان محمود الثاني

### مرحلة الضعف
وصلت النجدة لمدينة وهران عن طريق البحر من الجزائر مما كسر حالة الحصار المفروضة عليه وأدرك الباي المقلش أن هذه الثورة
ليست دينية بل سياسية  خاصة ان محمد العربي الدرقاوي التقى ببن شريف عند أسوار وهران بعد تدخل السلطان العثماني الباب العالي وملك المغرب الأقصى مولاي سليمان بن محمد لحل هذا المشكل لكن تعنت بن شريف حال دون ذلك وتنبأ شيخه بهزيمته خاصة بعد رأيته صلاح الأتراك .
شنت قبائل البرجية الهجوم على بن شريف وألحقت به الهزيمة وفر لمدينة معسكر  وبعدها هاجم محلة الباي بواد المالح لكنه هزم رغم قلة الجيش التركي وشرد جيش الدرقاوي شر هزيمة وفر اتجاه ضريح سيدي امحمد بن عودة وعفا عنه الباي لحرمة الولي وماضيه النبيل أتجاه الأتراك .
لم يكتف الدرقاوي بذلك بل هاجم سهول غريس وأفسد الزرع وقتل الماشية لجأت الرعية للباي وألحوا في تخليصهم من بن شريف  وكان لهم ذلك إذ أعد له الباي العدة وهزمه وشرد شمله للأبد بموقعة مرغوسة .لجأ بن الشريف للعديد من القبائل لكنه طرد منها ومات بعدها بسب الوباء

## نتائج الثورة
- ركود التجارة الداخلية .
- إنتشار ظاهرة قطع الطريق
- نقص المؤونة
- غلاء المواد الغذائية
- كثرة اللصوصية
- حالة اللأمن .

## أسباب فشل الثورة
- ثورة إقليمة وانحصارها في جهة محددة من مناطق بايلك الغرب '' ولايات : غليزان - معسكر- وهران - مستغانم"
- كثرة الأعمال التخريبية لإتجاه القبائل التي إنقلبت ضدهم.
- السياسة الصارمة التي إتخذها الأتراك  وحزمهم الشديد للقضاء على  الثورة .